# Specie (filosofia)
La specie in filosofia è un raggruppamento di individui che partecipano della stessa essenza, ossia condividono la stessa forma intellegibile.
Il termine, derivante dal latino species, corrisponde al greco εἶδος (eidos), ed è in relazione col concetto di genere, corrispondente a γένος (ghenos): rispetto a quest'ultimo, la specie rappresenta una suddivisione all'interno un genere più vasto.
Nella storia della filosofia ha avuto un valore non solo puramente logico, cioè mentale, ma anche ontologico e reale, seppure la sua natura abbia dato luogo a varie dispute e interpretazioni.

## Genere e specie
Già in Platone la specie risulta determinante sul piano gnoseologico della definizione, per approdare a una maggiore specificità rispetto al genere, secondo il metodo della diairesi («principio della divisione»), in base al quale ogni idea è gerarchicamente collegata alle altre secondo regole dialettiche di somiglianza e comunanza.
La diairesi infatti, dividendo il genere «secondo la specie», cioè seguendo la sua articolazione naturale, lo scinde in due parti opposte o mutuamente escludentisi, pure all'interno di una medesima unità.
Anche Aristotele rapporta la specie al concetto di genere, seguendo però le regole deduttive del sillogismo anziché quelle della dialettica, precisandola come forma immanente resa individuale dalla materia.
Definendo ad esempio l'uomo come «animale razionale», il primo termine («animale») rappresenta il genere (più prossimo), cioè la genericità di una determinazione che appartiene a tutti gli animali indistintamente e riguarda la loro essenza, universalmente predicabile, mentre il termine «razionale» caratterizza la specificità particolare dell'uomo, cioè la differenza specifica, solo sua, che lo distingue, appunto come specie, da tutti gli altri animali.
La specie include un maggior numero di caratteristiche rispetto al genere, essendo più particolare e dettagliata, ma può riferirsi a un minor numero di individui: più aumenta la comprensione (cioè le caratteristiche specifiche), più diminuisce l'estensione (gli individui a cui si riferisce); secondo un altro esempio, il triangolo rende maggiormente comprensibile il concetto di poligono, ma ne esistono meno esemplari rispetto ai poligoni in generale.

### Struttura piramidale
Il rapporto di subordinazione delle specie ai generi è quindi strutturato gerarchicamente, secondo uno schema piramidale. Un esempio nella storia della filosofia è la gerarchia dell'Albero di Porfirio, in cui una specie può fungere a sua volta da genere per ulteriori differenze.
In base all'esempio precedente, il collegamento tra «genere prossimo», «specie» e «differenza specifica» (che connota la specie), può essere illustrato aggiungendo una specie più concreta (l'individuo Socrate):
|                         |                         |                         |                         |                         |                         |  |  |  |  | Genere (per es. esseri viventi)          |                                          |                                          |                                          |                                          |                                          |  |  |  |  |                            |                            |                            |                            |                            |                            |
|                         |                         |                         |                         |                         |                         |  |  |  |  |                                          |                                          |                                          |                                          |                                          |                                          |  |  |  |  |                            |                            |                            |                            |                            |                            |
|                         |                         |                         |                         |                         |                         |  |  |  |  |                                          |                                          |                                          |                                          |                                          |                                          |  |  |  |  |                            |                            |                            |                            |                            |                            |
| Specie 1 (per es. Uomo) | Specie 1 (per es. Uomo) | Specie 1 (per es. Uomo) | Specie 1 (per es. Uomo) | Specie 1 (per es. Uomo) | Specie 1 (per es. Uomo) |  |  |  |  | Differenza specifica (per es. razionale) | Differenza specifica (per es. razionale) | Differenza specifica (per es. razionale) | Differenza specifica (per es. razionale) | Differenza specifica (per es. razionale) | Differenza specifica (per es. razionale) |  |  |  |  | Specie 2 (per es. Socrate) | Specie 2 (per es. Socrate) | Specie 2 (per es. Socrate) | Specie 2 (per es. Socrate) | Specie 2 (per es. Socrate) | Specie 2 (per es. Socrate) |
| Specie 1 (per es. Uomo) | Specie 1 (per es. Uomo) | Specie 1 (per es. Uomo) | Specie 1 (per es. Uomo) | Specie 1 (per es. Uomo) | Specie 1 (per es. Uomo) |  |  |  |  | Differenza specifica (per es. razionale) | Differenza specifica (per es. razionale) | Differenza specifica (per es. razionale) | Differenza specifica (per es. razionale) | Differenza specifica (per es. razionale) | Differenza specifica (per es. razionale) |  |  |  |  | Specie 2 (per es. Socrate) | Specie 2 (per es. Socrate) | Specie 2 (per es. Socrate) | Specie 2 (per es. Socrate) | Specie 2 (per es. Socrate) | Specie 2 (per es. Socrate) |

Questo sistema ha trovato la sua tradizionale applicazione particolarmente nella biologia, ma anche nella teologia, nella medicina, nella matematica, nelle scienze naturali e nella geometria.

### La disputa sugli universali
Lo stesso Porfirio, che trattò nell'Isagoge dei cinque predicabili o «universali» (genere, specie, differenza, proprio, accidente), pose una questione che alimenterà il dibattito medievale conosciuto come disputa sugli universali, ovvero:
- se le specie siano meri concetti mentali o abbiano realtà ontologica;[8]
- in quest'ultimo caso, se siano corporee o incorporee;
- se siano separate dagli oggetti sensibili a cui si riferiscono, o invece siano immanenti a questi.[1]

Nella scolastica assunse rilevanza anche l'aspetto gnoseologico insito nell'etimologia del termine, che rimanda non solo ai concetti di forma e modello, ma anche di similitudine o «simulacro», per cui Aristotele aveva distinto una specie sensibile ed una specie intellegibile che imprimendosi nell'anima determinano i vari gradi del conoscere, appunto sensibile e successivamente intellegibile, fungendo da intermediari.
Alcuni autori della tarda scolastica come Guglielmo di Occam elimineranno tuttavia la species intelligibilis dall'orizzonte del conoscere.